# Pandemia de COVID-19 en Islas Marshall
Se confirmó que la pandemia de COVID-19 había llegado a las Islas Marshall el día 28 de octubre de 2020. Hasta el 7 de enero de 2021 se han registrado 7 casos, de los cuales 4 se han recuperado. Para el 7 de enero tras más de un año sin covid-19 las islas Marshall reportan pruebas positivas para el coronavirus en Majuro al menos 3 casos confirmados.

## Fondo
En diciembre de 2019 se identificó un nuevo coronavirus que causó una enfermedad respiratoria en la ciudad de Wuhan, provincia de Hubei, China, y se informó a la Organización Mundial de la Salud (OMS) el 31 de diciembre de 2019, que confirmó su preocupación el 12 de enero de 2020. La OMS declaró el brote de una Emergencia de Salud Pública de Importancia Internacional el 30 de enero y una pandemia el 11 de marzo.
La tasa de letalidad de COVID-19  es mucho menor que la del SARS , una enfermedad relacionada que surgió en 2002, pero su transmisión ha sido significativamente mayor, lo que ha provocado un número total de muertes mucho mayor.
| Casos de COVID-19 en Islas Marshall Muertes Recuperaciones Casos activos 202020212022octnovdicenefebmarabrmayjunjulagosepoctnovdicenefebÚltimos 15 días | Casos de COVID-19 en Islas Marshall Muertes Recuperaciones Casos activos 202020212022octnovdicenefebmarabrmayjunjulagosepoctnovdicenefebÚltimos 15 días | Casos de COVID-19 en Islas Marshall Muertes Recuperaciones Casos activos 202020212022octnovdicenefebmarabrmayjunjulagosepoctnovdicenefebÚltimos 15 días | Casos de COVID-19 en Islas Marshall Muertes Recuperaciones Casos activos 202020212022octnovdicenefebmarabrmayjunjulagosepoctnovdicenefebÚltimos 15 días | Casos de COVID-19 en Islas Marshall Muertes Recuperaciones Casos activos 202020212022octnovdicenefebmarabrmayjunjulagosepoctnovdicenefebÚltimos 15 días |
| --- | --- | --- | --- | --- |
| Fecha | Fecha | | N.º de casos | N.º de casos |
| 28-10-2020 | 28-10-2020 | | 1(—) | 1(—) |
| ⋮ | ⋮ | | 1(=) | 1(=) |
| 13-11-2020 | 13-11-2020 | | 1(=) | 1(=) |
| ⋮ | ⋮ | | 1(=) | 1(=) |
| 17-11-2020 | 17-11-2020 | | 4(+300%) | 4(+300%) |
| ⋮ | ⋮ | | 4(=) | 4(=) |
| 29-11-2020 | 29-11-2020 | | 4(=) | 4(=) |
| ⋮ | ⋮ | | 7(=) | 7(=) |
| 12-01-2022 | 12-01-2022 | | 7(=) | 7(=) |
| ⋮ | ⋮ | | 116(=) | 116(=) |
| 10-02-2022 | 10-02-2022 | | 114(−1,7%) | 114(−1,7%) |

## Cronología

### Enero 2020
El 24 de enero, las Islas Marshall emitió un aviso de viaje que requiere que cualquier visitante del país haya pasado al menos 14 días en un país libre del virus.

### Marzo 2020
El 1 de marzo, la prohibición se extendió a China, Macao, Hong Kong, Japón, Corea del Sur, Italia e Irán.
El 18 de marzo, todos los viajes internacionales entrantes han sido suspendidos temporalmente, así como algunos servicios de vuelos intra-islas.

### Octubre 2020
El 28 de octubre, se habían confirmado los primer casos del COVID-19 en el territorio. Un trabajador de una base militar de los Estados Unidos dio positivo en las pruebas para detectar el virus tras llegar de un vuelo militar procedente de Hawái, indicó la jefa de secretaría Kino Kabua.

### Noviembre 2020
El 13 de noviembre, se confirmó la recuperación del primer caso, haciendo que el territorio se quede libre del COVID-19 otra vez.
El 17 de noviembre, se confirmaron 3 nuevos casos de COVID-19, ascendiendo el total a 4 casos.[cita requerida]
El 29 de noviembre, todos los casos activos se habían recuperado, dejando al territorio ser libre de COVID-19 por otra nueva ocasión.[cita requerida]

### Diciembre 2020
El 29 de diciembre, las Islas Marshall se convirtieron en el  primer país del Pacífico en iniciar sus vacunas contra la COVID-19. Un grupo de líderes de alto rango se unió a los médicos y enfermeras del Ministerio de Salud fueron los primeros en recibir las vacunas proporcionadas por el gobierno de los Estados Unidos.

### Junio 2021
En junio de 2021 una serie de casos fueron confirmados en mayuro involucrando a 3 tripulantes de un barco mercante llegado de Papúa Nueva Guinea que zarpó el 9 de junio los individuos junto con el resto de tripulantes fue puesto en cuarentena supervisada durante 14 días como establece el protocolo dictado para el escenario de una propagación comunitaria entre la población civil sin embargo este territorio elogiado por contener los contagios y resolver el problema de salud sin fallecimientos tan poco a constatado indicios de propagación local.[cita requerida] El 22 de junio las islas Marshall vuelven a reportar casos de coronavirus en este caso el afectado es un trabajador de mantenimiento de un tesoro en mayuro el caso clínico tuvo una evolución favorable y fortuitamente sus síntomas remitieron a los pocos días.[cita requerida]